# 闇御津羽神
闇御津羽神（日语：クラミツハノカミ）乃《古事記》之記述，《日本書紀》記作闇罔象神，該神祇是日本神話裡的水神。該神明和闇淤加美神、彌都波能賣神一樣，皆為日本神話裡具有代表性的水神。

## 概要

### 古事記之記載
依照《古事記》上卷之記述，伊邪那岐命斬殺迦具土之後，其血滴從劍落到岩石上，其中十拳劍劍鋒落下的血生成石拆神、根拆神和石筒之男神；劍身落下的血生成甕速日神、樋速日神和建御雷之男神；劍柄落下的血生成闇淤加美神和闇御津羽神。

### 日本書紀之記載
根據《日本書紀》卷第一記載的第六種說法裡，伊奘諾尊拔出十握劍斬殺燒死伊奘冉尊的軻遇突智成三段，劍柄滴下之血化作甕速日神、熯速日神、武甕槌神；劍鋒滴下之血化成磐裂神、根裂神、磐筒男命（或云磐筒男命與磐筒女命）；劍頭滴下之血化成闇靇、闇山祇、闇罔象。

伊邪那岐和伊邪那美所生的神,圖中右下角有包含闇御津羽神

## 解說
關於神名裡的「御津羽（（日語）ミツハ）」能寫成「水走」，作「引水灌溉」解；亦能寫成「水つ早」，作「水源的出現」（如井、泉等）解。《古事記》另提及之彌都波能賣神（（日語）ミズハノメノカミ），其「彌都波」的語源同此。至於《日本書紀》表記的「罔象」，則為中國神話中的水怪，而闇罔象神專司峽谷內水井或泉水的水源。
該神明跟闇龗神、高龗神一樣，皆為龍神。中國古代傳說龍具有呼風喚雨的神力，在日本亦相信這個說法，故龍神司掌水和雨。位於靜岡縣濱松市的賀久留神社一同供奉該神明與闇龗神，但日本全國奉祀闇龗神和高龗神的神社少之又少。

## 信仰
在日本，闇御津羽神被視為灌溉用水之神、水井之神信仰，具有祈雨、止雨的神力，主祭的神社計有下述：
- 賀久留神社（靜岡縣濱松市）
- 丹生川上神社中社（奈良縣吉野郡）
- 貴船神社（京都市左京區）

## 內部連結
- 闇淤加美神
- 伊奘冉尊
- 彌都波能賣神

## 外部連結
- （日語）丹生川上神社（中社） （页面存档备份，存于）